# Tetraria compressa
Tetraria compressa är en halvgräsart som beskrevs av William Bertram Turrill. Tetraria compressa ingår i släktet Tetraria och familjen halvgräs. Inga underarter finns listade i Catalogue of Life.